# Eerste divisie (mannenhandbal) 1978/79
De eerste divisie is de op een na hoogste afdeling van het Nederlandse handbal bij de heren op landelijk niveau. In het seizoen 1978/1979 werden E en O en Attila kampioen en promoveerden naar de eredivisie. Arnhemia, Pegasus, V.d. Broek/DES en AHC '28 degradeerden naar de tweede divisie.

## Opzet
- De kampioen promoveert rechtstreeks naar de eredivisie (mits er niet al een hogere ploeg van dezelfde vereniging in de eredivisie speelt).
- De twee ploegen die als laatste eindigen, degraderen rechtstreeks naar de tweede divisie.

## Eerste divisie A

### Teams
| Ploeg       | Plaats    | Provincie     |
| ----------- | --------- | ------------- |
| Aalsmeer    | Aalsmeer  | Noord-Holland |
| Arnhemia    | Arnhem    | Gelderland    |
| BHC         | Bussum    | Noord-Holland |
| E en O      | Emmen     | Drenthe       |
| ESCA        | Arnhem    | Gelderland    |
| Hercules    | Hengelo   | Overijssel    |
| Olympia     | Hengelo   | Overijssel    |
| Pegasus     | Ter Apel  | Groningen     |
| Slotervaart | Amsterdam | Noord-Holland |
| Sparta '75  | Groningen | Groningen     |

### Stand
| Pos | Club        | Wed | W  | G | V  | Ptn | DV  | DT  | +/− | Opmerking                      |
| --- | ----------- | --- | -- | - | -- | --- | --- | --- | --- | ------------------------------ |
| 1   | E en O      | 18  | 15 | 1 | 2  | 31  | 359 | 266 | +93 | Landskampioen                  |
| 2   | Hercules    | 18  | 13 | 3 | 2  | 29  | 329 | 294 | +35 |                                |
| 3   | Sparta '75  | 18  | 10 | 2 | 6  | 22  | 319 | 292 | +27 |                                |
| 4   | BHC         | 18  | 7  | 6 | 5  | 20  | 336 | 335 | +1  |                                |
| 5   | Aalsmeer    | 18  | 7  | 3 | 8  | 17  | 338 | 335 | +3  |                                |
| 6   | Slotervaart | 18  | 7  | 3 | 8  | 17  | 314 | 328 | −14 |                                |
| 7   | Olympia     | 18  | 5  | 4 | 9  | 14  | 297 | 301 | −4  |                                |
| 8   | ESCA        | 18  | 5  | 3 | 10 | 13  | 267 | 309 | −42 |                                |
| 9   | Arnhemia    | 18  | 3  | 3 | 12 | 9   | 273 | 325 | −52 | Degradatie naar eerste divisie |
| 10  | Pegasus     | 18  | 2  | 4 | 12 | 8   | 284 | 331 | −47 | Degradatie naar eerste divisie |

## Eerste divisie B

### Teams
| Ploeg                | Plaats         | Provincie     |
| -------------------- | -------------- | ------------- |
| AHC '28              | Den Haag       | Zuid-Holland  |
| Gewaa/Ancora         | Rotterdam      | Zuid-Holland  |
| Animo                | Rijswijk       | Zuid-Holland  |
| Attila               | Utrecht        | Utrecht       |
| V.d. Broek/DES       | Eindhoven      | Noord-Brabant |
| Fortuna              | Bergen op Zoom | Noord-Brabant |
| Idem/Hellas          | Den Haag       | Zuid-Holland  |
| Loreal               | Venlo          | Limburg       |
| Sport Vereent/Verbr. | Utrecht        | Utrecht       |
| Stratum Meteoor      | Eindhoven      | Noord-Brabant |

### Stand
| Pos | Club                 | Wed | W  | G | V  | Ptn | DV  | DT  | +/− | Opmerking                      |
| --- | -------------------- | --- | -- | - | -- | --- | --- | --- | --- | ------------------------------ |
| 1   | Attila               | 18  | 14 | 2 | 2  | 30  | 378 | 292 | +86 | Landskampioen                  |
| 2   | Stratum Meteoor      | 18  | 10 | 3 | 5  | 23  | 309 | 267 | +42 |                                |
| 3   | Loreal               | 18  | 10 | 3 | 5  | 23  | 285 | 245 | +40 |                                |
| 4   | Idem/Hellas          | 18  | 10 | 0 | 8  | 20  | 281 | 274 | +7  |                                |
| 5   | Animo                | 18  | 7  | 3 | 8  | 17  | 257 | 269 | −12 |                                |
| 6   | Sport Vereent/Verbr. | 18  | 8  | 1 | 9  | 17  | 268 | 288 | −20 |                                |
| 7   | Gewaa/Ancora         | 18  | 6  | 4 | 8  | 16  | 277 | 279 | −2  |                                |
| 8   | Fortuna              | 18  | 7  | 2 | 9  | 16  | 319 | 357 | −38 |                                |
| 9   | V.d. Broek/DES       | 18  | 6  | 2 | 10 | 14  | 288 | 314 | −26 | Degradatie naar eerste divisie |
| 10  | AHC '28              | 18  | 2  | 0 | 16 | 4   | 241 | 318 | −77 | Degradatie naar eerste divisie |